# Rudolph Schmitt
Rudolph Schmitt (* 12. Februar 1900 in Eßweiler; † 30. August 1993 in Long Beach (Kalifornien)) war ein deutscher Klarinettist. Er begann als Wandermusikant, blieb später in den USA und spielte dort in verschiedenen Orchestern.

## Biografie
Rudolph Schmitt war der Sohn des Wandermusikanten Simon Peter Schmitt. Im Alter von 11 Jahren erlernte er bei Gustav Hebel (Jettenbach) das Klarinettenspiel. Seine erste Reise als Musikant führte 1913 mit Gustav Hebel und der „Ulrich Band“ aus Kreimbach-Kaulbach nach Holland. Mit seinem älteren Bruder Karl, seinem Cousin Jakob Meisenheimer und weiteren Verwandten reiste Schmitt 1914 in die USA (nach Texas, Kansas und Chicago) und nach Mexiko.
Er blieb in Chicago und nahm bei Anton Quitsow und Heinrich Sallmann Klarinettenunterricht. 1917 trat er einer dänischen Kapelle bei, mit der er auf Tournee durch den Mittleren Westen der USA ging. Danach spielte er im Chicago Civic Orchestra (Städtisches Orchester), bei der Chicago Civic Opera Company, in einer Ausbildungsgruppe für junge Symphoniemusiker, beim Radiosender W.G.N. und in Kinoorchestern als 1. Klarinettist.
1932 ging Schmitt nach San Francisco und spielte im San Francisco Symphony Orchestra unter der Führung von Pierre Monteux, in der San Francisco Opera Company, im Paramount Movie Studio in Hollywood, bei den Radiosendern NBC und CBS in San Francisco und im San Francisco Wind Instrument Ensemble (Blasinstrumentenensemble). 1956 spielte Schmitt dann in der Long Beach Municipal Band (Stadtkapelle) in Südkalifornien und war ein gefragter Klarinettenlehrer am Mills College in Oakland (Kalifornien).
Dirigenten während seiner Zeit als Musiker waren unter anderem Bruno Walter, George Szell, Leopold Stokowski, Artur Bodanzky, Fritz Reiner, Bernadino Molenari, Leonard Bernstein, Georg Solti und Otto Klemperer. Nach einem Konzert in San Francisco, bei dem er das Bartók Trio „Contrasts“ für Klarinette, Violine und Piano spielte, schrieb ein Musikkritiker über ihn: „Goodman has recorded the piece and made it familiar, but Rudolph Schmitt, who played it last night (…) is a much more accomplished clarinetist. Consequentely the piece came to life for the first time“ (Goodman, der das Stück aufgenommen hat, machte es vertraut, aber Rudolph Schmitt, der es letzte Nacht spielte (…) ist ein viel vollendeterer Klarinettist. Folglich kam das Stück erstmals richtig zur Geltung.)
Den Lebensabend verbrachte er in Long Beach, wo er am 30. August 1993 starb. Bis zu seinem Tod besuchte er mehrmals seinen Geburtsort Eßweiler.